# Crimchacos
Los crimchacos (en crimchaco plural: кърымчахлар, qrımçahlar, singular: кърымчах, qrımçah) son un grupo étnico-religioso túrquico de judíos rabínicos de Crimea. Históricamente han vivido muy cerca de los caraítas de Crimea, que siguen el judaísmo caraíta.

## Etnónimo e identidad
Al principio, crimchaco era un descriptivo ruso que se usaba para diferenciarlos de sus correligionarios judíos asquenazíes, así como de otras comunidades judías del antiguo Imperio ruso, como los judíos de Georgia, pero en la segunda mitad del siglo XIX este nombre fue adoptado por los crimchacos para nombrarse a sí mismo. Antes de esto, su autodenominación era "Срель балалары" (Srel balalary), literalmente "Niños de Israel". Los tártaros de Crimea se referían a ellos como zuluflı çufutlar ("judíos con peyet") para distinguirlos de los caraítas, a quienes llamaban zulufsız çufutlar ("judíos sin peyet").

## Distribución geográfica
En el pasado, las comunidades más grandes estaban en Karazubasar (Bilohirsk), Simferópol, Kerch, Feodosia, Eupatoria y Sebastopol. Hoy en día unos 600-700 crimchacos que aún se aferran a su identidad de Crimea viven en Israel (donde hay una sinagoga crimchaca en Tel Aviv), y otros en los Estados Unidos (Nueva York tiene otra sinagoga de la comunidad) y Canadá.

## Historia

### Orígenes
Los crimchacos son probablemente el resultado de diversos orígenes cuyos antepasados probablemente incluyeron judíos sefardíes y asquenazíes, y judíos del Imperio bizantino, Génova, Georgia y otros lugares.
Otras teorías más especulativas incluyen que los crimchacos probablemente son parcialmente descendientes de refugiados judíos que se asentaron a lo largo del Mar Negro en la antigüedad. Las comunidades judías existieron en muchas de las colonias griegas de la región durante el período clásico tardío. Las inscripciones excavadas recientemente en Crimea han revelado una presencia judía al menos desde el siglo I a. C. En algunas ciudades de Crimea, existían cultos paganos monoteístas llamados hipsistarianos ("Adoradores del Dios Altísimo" o "Temerosos de Dios"), de costumbres paganas. Finalmente, estas sectas desaparecieron cuando sus miembros adoptaron el cristianismo o el judaísmo normativo. Otra teoría es que tras la represión de la rebelión de Bar Kojba por parte del emperador Adriano, los judíos que no fueron ejecutados fueron exiliados a la península de Crimea.
La era clásica tardía vio una gran agitación en la región cuando Crimea fue ocupada por godos, hunos, bulgáricos, jázaros y otros pueblos. Los comerciantes judíos como los radhanitas comenzaron a desarrollar amplios contactos en la región del Ponto durante este período y probablemente mantuvieron estrechas relaciones con las comunidades proto-crimchacas. Se considera que el dominio jázaro de Crimea durante la Alta Edad Media tuvo al menos un impacto parcial en la demografía de los crimchacos.

### Edad Media
A finales del siglo VII, la mayor parte de Crimea cayó en manos de los jázaros. En el siglo XII, el rabino Yehuda haLevi escribió una obra filosófica conocida como Kuzari, en la que colocó a un judío erudito en una larga discusión con el rey jázaro, que buscaba la religión que adoptaría. Según el Kuzari y algunas otras fuentes escritas de la Edad Media, ya sea algunos o todos de su pueblo lo siguió al judaísmo.
El profesor Shaul Stampfer del departamento de historia de la Universidad Hebrea de Jerusalén llevó a cabo una investigación seria sobre esto y se sorprendió al descubrir que el Kuzari nunca tuvo la intención de ser una descripción real de los eventos, sino simplemente una alegoría que utiliza la supuesta discusión para explicar la filosofía judía. No hay cementerios, edificios, escritos o referencias judíos en los escritos de otros que sugieran que alguna vez hubo una comunidad judía significativa entre los jázaros o sus líderes. Sin embargo, la opinión de Stampfer que no existen escritos auténticos sobre la conversión de los jázaros al judaísmo ha sido contradicho por muchos otros estudios que hacer referencia a muchos documentos medievales — algunos escritos contemporáneamente a la existencia de Khazaria, a partir de la década de 860 — que afirmó que la conversión fue generalizada, ya sea entre las clases dominantes o entre la población en general.
Durante el período del gobierno jázaro, podría haber ocurrido algún grado de matrimonio mixto entre judíos de Crimea y jázaros, pero las sugerencias de que los crimchacos absorbieron a numerosos refugiados jázaros durante el declive y la caída del reino jázaro (o durante el estado sucesor de jázaro, gobernado por Georgius Tzul, centrado en Kerch), parecen ser fantasiosos. Se sabe que existieron kipchak conversos al judaísmo, y es posible que de estos conversos los crimchacos adoptaran su lenguaje distintivo.
En tiempos en que Crimea pertenecía al Imperio bizantino y después de eso, oleadas de judíos bizantinos se asentaron allí. Estos recién llegados eran en la mayoría de los casos comerciantes de Constantinopla y trajeron consigo prácticas judías romaniotas.
Los conquistadores mongoles de la estepa póntico-caspio fueron promotores de la libertad religiosa, y la ocupación genovesa del sur de Crimea (1315-1475) vio un aumento de los asentamientos judíos en la región. La comunidad judía estaba dividida entre los que rezaban según los ritos sefardí, asquenazí y romaniotes. En 1515, las diferentes tradiciones se unieron en un libro de oraciones distintivo de los crimchacos, que representaba el rito romaniote del rabino Moshe Ha-Golah, un rabino mayor de Kiev, que se había establecido en Crimea.
En el siglo XVIII, la comunidad estaba encabezada por David Ben Eliezer Lehno, autor de la introducción al libro de oraciones del rito Kaffa y Mishkan David ("Morada de David"), dedicado a la gramática hebrea. También fue autor de una monumental crónica histórica hebrea, Devar sefataim ("Pronunciación de la boca"), sobre la historia del kanato de Crimea.

### Dominio tártaro
Bajo el kanato de Crimea, los judíos vivían en barrios separados y pagaban el impuesto dhimmi como jizya. Se les concedió una autonomía judicial limitada según el sistema millet otomano, y la persecución abierta y violenta era extremadamente rara.
Según el antropólogo S.Vaysenberg, "El origen de los crimchacos se pierde en la oscuridad de los tiempos. Solo se puede decir una cosa, que llevan menos sangre turca que los caraítas, aunque difícilmente se puede afirmar cierto parentesco entre ambos pueblos y los jázaros apenas puede ser negado". Pero los crimchacos durante la Edad Media y los tiempos modernos se mezclaron constantemente con sus contrapartes europeas. Hubo una mezcla con judíos italianos desde la época de los genoveses con la llegada de los Lombroso, Pyastro y otras familias. Se produjeron casos de matrimonios mixtos con judíos rusos en más tiempos recientes.
No hay un trabajo general sobre la etnografía de los crimchacos. El resumen disponible de materiales folklóricos no está completo. Se han recopilado extensos datos antroponímicos de finales del siglo XIX y principios del XX, pero no cubren períodos anteriores, para los cuales existe material de archivo. El estudio de cada uno de estos grupos de fuentes puede arrojar luz sobre la etnogénesis de la minoría étnica crimchaca.

### Dominio ruso y soviético
El Imperio ruso se anexionó Crimea en 1783. A partir de entonces, los crimchacos fueron sometidos a la misma persecución religiosa impuesta a otros judíos en Rusia. A diferencia de sus vecinos caraítas, los crimchacos sufrieron todo el peso de las restricciones antijudías.
Durante el siglo XIX, muchos asquenazíes de Ucrania y Lituania comenzaron a establecerse en Crimea. Comparados con estos asquenazíes, los crimchacos parecían algo atrasados; sus tasas de analfabetismo, por ejemplo, eran bastante altas y se aferraban a muchas supersticiones. Los matrimonios mixtos con asquenazíes redujeron dramáticamente el número de la comunidad distinta de crimchacos. Para 1900 había 60.000 asquenazíes y solo 6.000crimchacos en Crimea.
A mediados del siglo XIX, los Krymchak se convirtieron en seguidores del rabino Chaim Hezekiah Medini, también conocido por el nombre de su obra Sedei Chemed, un rabino sefardí nacido en Jerusalén que había llegado a Crimea desde Estambul. Sus seguidores le otorgaron el título de gaón. Al establecerse en Karasubazaar, la comunidad crimchaca más grande de Crimea, el rabino Medini pasó su vida elevando sus estándares educativos.
En 1897, los crimchacos dejaron de ser "la mayoría de los judíos talmúdicos en la península de Crimea".
Después de la Revolución rusa de 1917, la guerra civil desgarró Crimea. Muchos crimchacos murieron en los combates entre el Ejército Rojo y el Ejército Blanco. Más aún murieron en las hambrunas de principios de la década de 1920 y principios de la de 1930. Muchos emigraron a Tierra Santa, Estados Unidos y Turquía.
Bajo Iósif Stalin, a los crimchacos se les prohibió escribir en hebreo y se les ordenó emplear el alfabeto cirílico para escribir en su propio idioma. Las sinagogas y yeshivás fueron cerradas por decreto del gobierno. Además los crimchacos se vieron obligados a trabajar en fábricas y granjas colectivas.

### Holocausto y periodo posterior
A diferencia de los caraítas de Crimea, los crimchacos fueron objeto de aniquilación por parte de los nazis tras la captura de Crimea por parte del Eje en 1941. Seis mil crimchacos, casi el 75% de su población, fueron asesinados durante el Holocausto. Además, tras el regreso de la autoridad soviética a la región en 1944, muchos crimchacos se vieron deportados a la fuerza a Asia Central junto con sus vecinos los tártaros de Crimea.
Para el año 2000, solo unos 600 crimchacos vivían en la antigua Unión Soviética, aproximadamente la mitad en Ucrania y el resto en Georgia, Rusia y Uzbekistán. Durante la década de 1990, varias docenas de familias crimchacos se mudaron a Israel ya que al profesar el judaísmo, tienen derecho a repatriarse a Israel según la Ley del Retorno israelí. 

## Idioma
Los crimchacos hablan una forma modificada del idioma tártaro de Crimea, llamado idioma crimchaco, que es el patois judío o etnolecto del tártaro de Crimea (por lo tanto, como el tártaro de Crimea, el crimchaco es una lengua túrquicas noroccidentales o kipchak). Antes de la revolución rusa de 1917, los crimchacos eran al menos bilingües: hablaban el etnolecto crimchaco y, al mismo tiempo, usaban principalmente el hebreo para su vida religiosa y para comunicarse por escrito. Los crimchacos se adhirieron a su patois túrquico hasta la Segunda Guerra Mundial, pero luego comenzaron a perder su identidad lingüística. Hoy en día están haciendo esfuerzos para revivir su idioma. 
Muchas de las características lingüísticas del idioma crimchaco se pueden encontrar en el tártaro de Crimea. Además, contiene numerosas palabras prestadas en hebreo y arameo. Se escribía tradicionalmente en alfabeto hebreos pero ahora está escrito en alfabeto cirílico.

## Cultura
En 2004, se inauguró el Museo Histórico y Etnográfico de los Crimchacos en Simferópol. Desde 2005, la Sociedad de Crimea de Crimchacos ha estado publicando el almanaque de divulgación científica, literaria y artística de este pueblo.

### Modo de vida
Las ocupaciones tradicionales de los crimchacos incluían la agricultura, el comercio y la viticultura.
La vestimenta y las costumbres de los crimchacos se parecían a las de los cercanos caraítas y tártaros de Crimea. Los crimchacos se consideraban un grupo distinto y rara vez se casaban con caraítas o tártaros de Crimea. Solían practicar la poligamia, pero luego adoptaron la monogamia a fines del siglo XIX.

### Religión
Los crimchacos practican el judaísmo ortodoxo o talmúdico. Su singular nusach, o libro de oraciones, conocido como Nusah Kaffa, surgió durante el siglo XVI (Kaffa era un antiguo nombre de la ciudad de Crimea de Feodosia).